# Bayárcal
Bayárcal er en by og kommune i det sydøstlige Spanien i provinsen Almería. Den har et indbyggertal på 296 (2024) indbyggere.